# Idiolecte
Un idiolecte és la varietat més petita d'una llengua, o sigui, la variant característica de l'individu. Es caracteritza per tries específiques de paraules (que poden ser dialectals, d'un grup social o d'un grup d'edat determinada) i d'estructures gramaticals, frases fetes, o pronúncies que són úniques a aquesta persona. Així cadascú té el seu propi idiolecte.
L'estudi d'aquest idiolecte a partir de cartes o documents permet de determinar amb un grau variable de precisió l'autor de certs textos. Aquesta mena d'estudi (pertanyent a la lingüística forense) ha permès la identificació i l'arrest posterior de l'Unabomber als Estats Units, entre d'altres.